# Tombes van Kasubi
De tombes van Kasubi zijn gelegen in de Oegandese stad Kampala op de berg Kasubi. In 2001 werden ze opgenomen op de werelderfgoedlijst van de UNESCO. In de tombes, waarvan in 1881 is begonnen met de bouw, zijn vier kabaka's begraven. Dit waren koningen van het koninkrijk Boeganda.
De vier kabaka's die begraven zijn in de tombes, zijn:
- Mukaabya Mutesa I Kayiira
- Mwanga II Basammula-Ekkere
- Daudi Cwa II
- Edward Mutesa II

Voor de Baganda zijn de tombes een spiritueel, politiek en sociaal symbool van hun koninkrijk. Het is een belangrijke religieuze plaats waar de kabaka's en andere vooraanstaanden regelmatig eeuwenoude rituelen uitvoeren.
Bij een brand in 2010 werd een groot deel van de tombes beschadigd. Het koninkrijk Boeganda wilde ze restaureren en kreeg hierbij de steun en hulp van de Oegandese staat, zoals beloofd door president Yoweri Museveni. Onder supervisie van de Unesco werd met substantiële hulp van de Japanse overheid de site in eer hersteld. In 2023 werd tijdens de 45e sessie van de Commissie voor het Werelderfgoed de erfgoedsite terug verwijderd van de lijst van bedreigd erfgoed.
- Système universitaire de documentation: 155067117
- Virtual International Authority File: 766148574338424430005